# Џером (Пенсилванија)
Џером (енгл. Jerome) насељено је место без административног статуса у америчкој савезној држави Пенсилванија.

## Демографија
По попису из 2010. године број становника је 1.017, што је 51 (-4,8%) становника мање него 2000. године.
| Група             | 2000.         | 2010.       |
| Белци             | 1.066 (99,8%) | 992 (97,5%) |
| Афроамериканци    | 0 (0,0%)      | 0 (0,0%)    |
| Азијати           | 0 (0,0%)      | 3 (0,3%)    |
| Хиспаноамериканци | 2 (0,2%)      | 8 (0,8%)    |
| Укупно            | 1.068         | 1.017       |